# Primeiro Congresso de Lavradores e Trabalhadores Rurais do Brasil

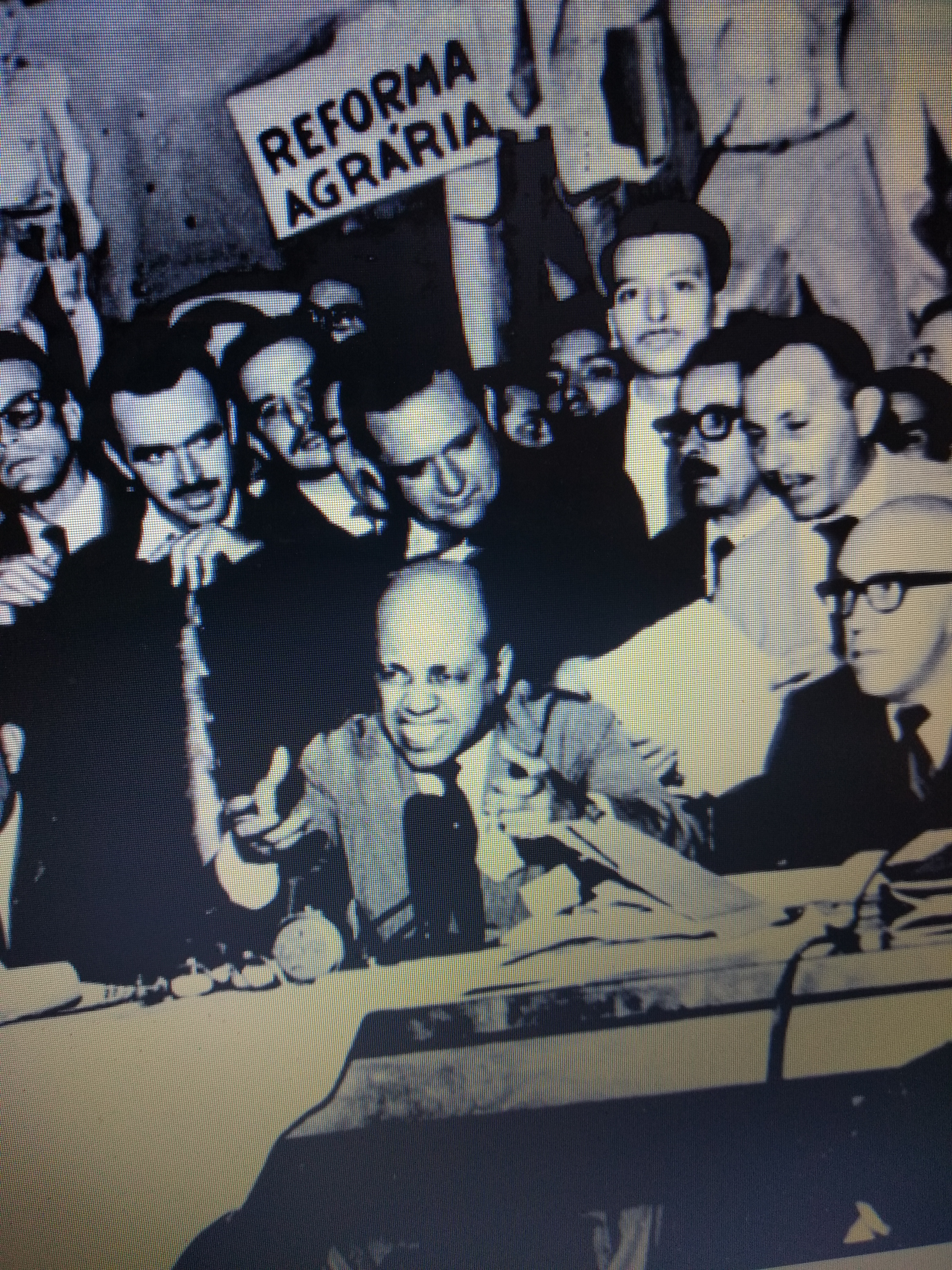
Grandes personalidades estavam presentes no evento, que chamou a atenção de todo o Brasil. Entre elas, no canto direito estava o então governador de Minas Gerais, Magalhães Pinto

O Primeiro Congresso dos Lavradores e Trabalhadores Agrícolas no Brasil foi um encontro realizado na cidade de Belo Horizonte em novembro de 1961. O evento tinha como finalidade impor e discutir o projeto de reforma agrária no Brasil e mobilizou cerca de 5000 pessoas, nas quais se representavam diversas organizações rurais e urbanas, como delegados, Ligas Camponesas, a ULTAB (União dos Trabalhadores Agrícolas do Brasil), o Partido  Comunista, organizações estudantis e políticos locais e nacionais, no que se incluem personalidades como Francisco Julião, líder dos movimentos das Ligas Camponesas e deputado federal, Magalhães Pinto, governador de Minas Gerais no período, e João Goulart, recém  empossado presidente do Brasil e que apoiava fortemente o reformismo brasileiro.

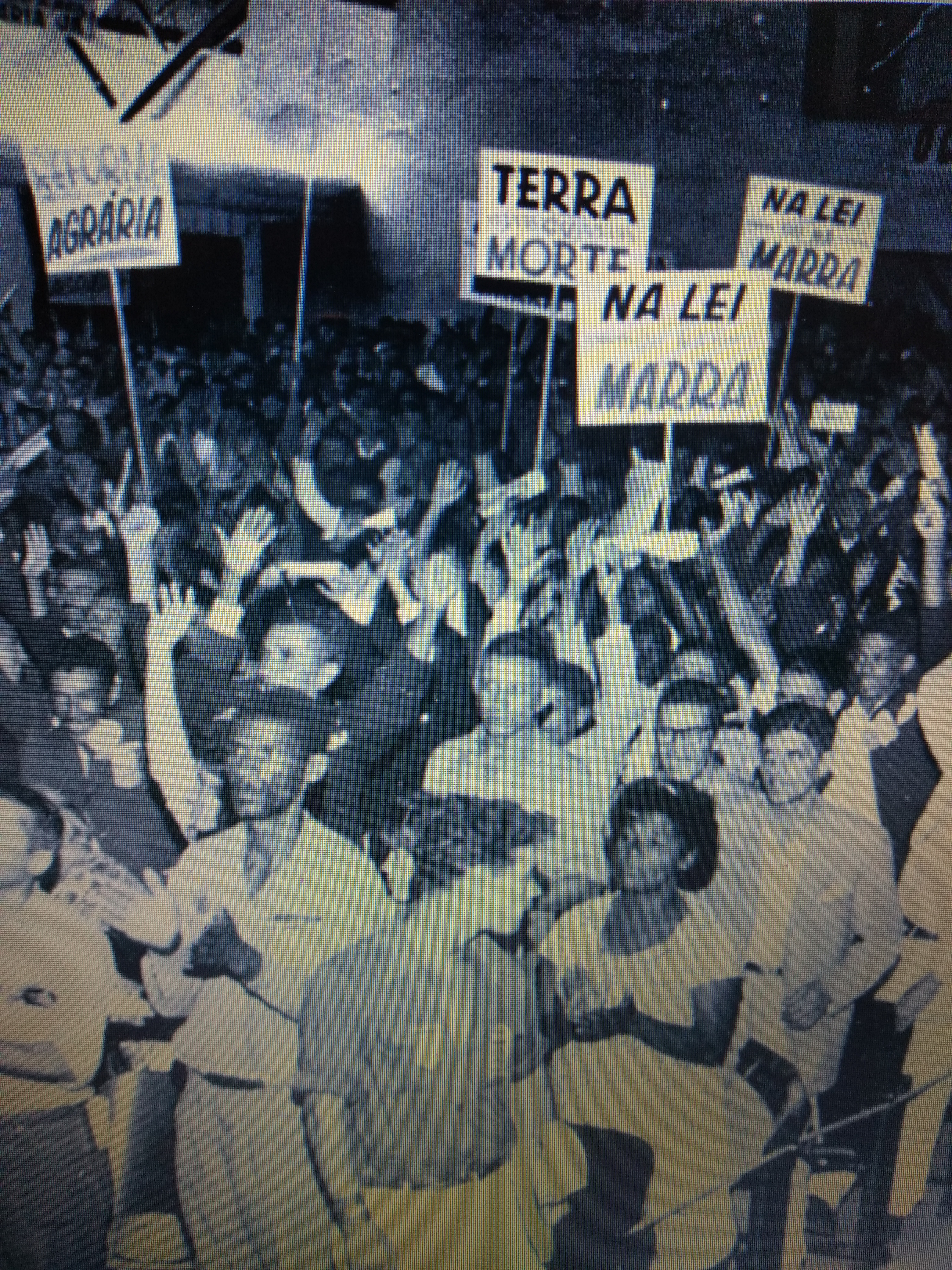
População presente no Congresso, que pedia que a reforma agrária fosse realizada "Na lei ou na marra"

## Antecedentes
Os fins da década de 50 foram cenário para um enorme crescimento do poder sindical e organizacional no campo. Foram criadas diversas associações de trabalhadores rurais, de modo que, em 1956 eram 49 os sindicatos rurais, e, após 3 anos, em 1959, já se faziam reais mais de 150 organizações. O boom no processo de agrupamento dos trabalhadores agrários foi ponto de partida para as reivindicações no campo, já que esse crescimento deu força e representatividade para essa classe de pessoas, que, a partir de então, buscaram com as ferramentas que lhe eram acessíveis, maior igualdade no campo, incitando movimentos como a reforma agrária e ainda maior organização do movimento dos trabalhadores rurais. É importante ressaltar que esses trabalhadores se encontravam em situações paupérrimas, num estado de fome e miséria, causado principalmente pela alta concentração de terras nas mãos de latifundiários. O Brasil do início da década de 1960 vivia um clima tenso interna e externamente, convivendo, naquela época com a renúncia de Jânio Quadros, um presidente controverso que gerou desconfiança por parte dos mais variados setores da sociedade na sua tentativa de apoiar uma política dúbia que ia ao encontro dos EUA e da URSS. João Goulart, que se dizia reformista, assumiu o governo sob um sistema parlamentarista, num clima de tensão e dificuldade, o que gerava ainda mais resistência e conflito com relação aos seus projetos e práticas governamentais. Antes da realização do Primeiro Congresso Nacional em Belo Horizonte, diversos foram os eventos locais que reuniam esses trabalhadores e os preparavam para algo maior. A Primeira Conferência Nacional da ULTAB, o Primeiro Congresso dos Trabalhadores Rurais do Paraná, os movimentos de resistência e luta no Engenho da Galileia, a chamada Frente do Recife no Congresso Nacional foram exemplos de movimentos e eventos que chamavam a atenção para a reforma agrária e às reivindicações dos trabalhadores do campo, que agora se organizavam e tinham representações nacionais.

## O Congresso e os projetos para a reforma
Em novembro de 1961 era realizado na cidade de Belo Horizonte, o Primeiro Congresso dos Lavradores e Trabalhadores Agrícolas do Brasil, que buscava, a partir do reconhecimento e organização de âmbito nacional, levar à tona os projetos de reforma agrária. A cidade de Belo Horizonte foi escolhida, segundo Francisco Julião, em decorrência de duas motivações: a primeira notava que Minas Gerais era um estado central, e, portanto, a realização do congresso ali era geograficamente estratégica. A segunda levava em conta que as ligas camponesas no estado de Minas Gerais eram ainda muito pouco numerosas e subjugadas ao predomínio dos latifúndios, de modo que a escolha serviria para alavancar o crescimento da organização rural no estado. Outro ponto que fez com que o Congresso fosse realizado em Belo Horizonte foi o efusivo apoio do então governador mineiro, Magalhães Pinto, que chegou até mesmo a doar um milhão de cruzeiros para a realização do encontro, ao contrário de estados como o da Guanabara e o de São Paulo, que recusaram ser sede.

### "Na lei ou na marra"

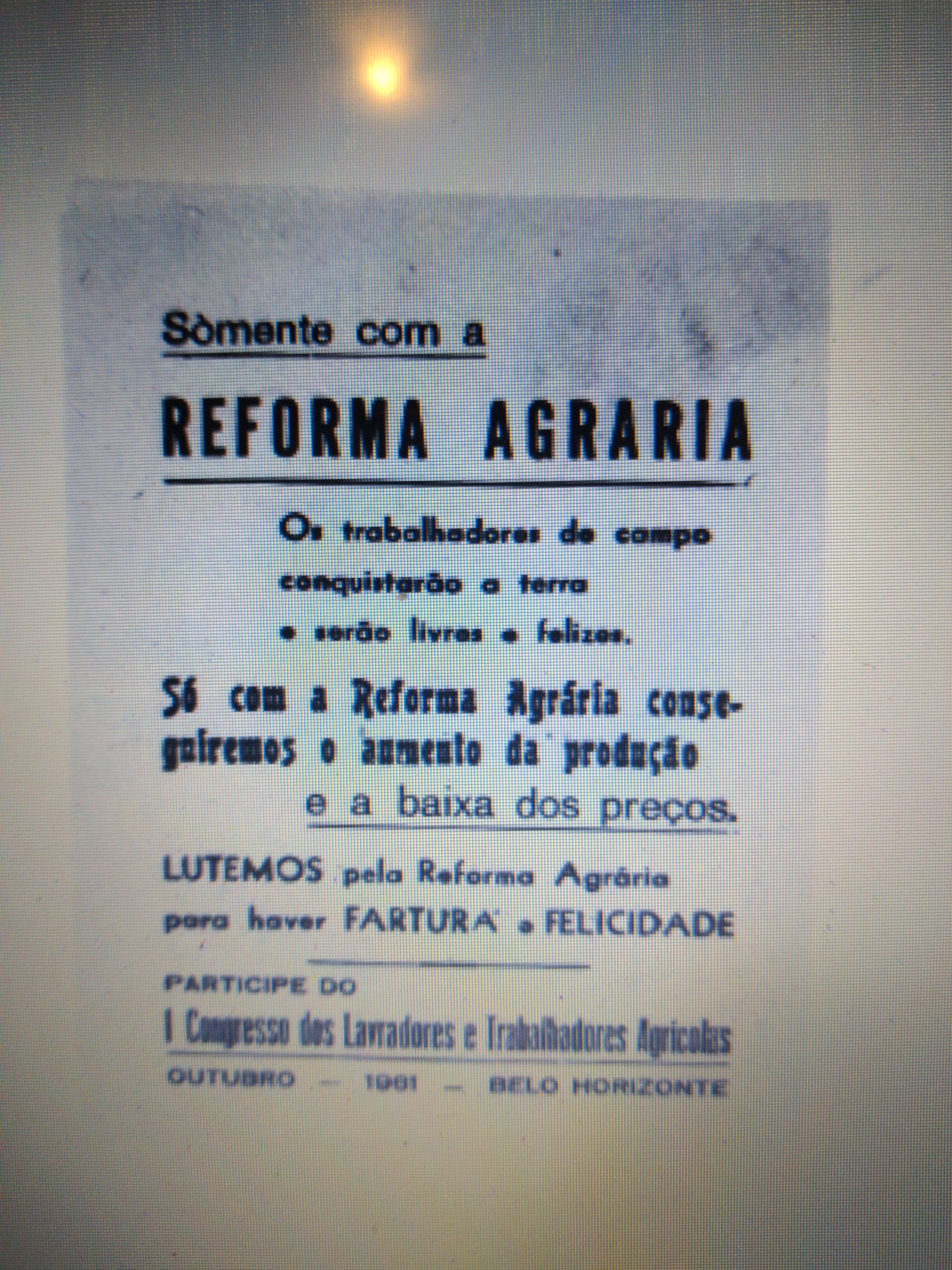
Cartaz de outubro 1981 que conclamava os trabalhadores rurais para o evento, ressaltando a importância da realização da reforma agrária

O evento teve grande magnitude e reuniu as principais personalidades e sindicatos rurais no Brasil. Foi organizado por Francisco Julião, importante símbolo e líder das Ligas Camponesas, que buscava a reforma agrária “na lei ou na marra”. Ao contrário de Julião, outros setores mais comedidos não estavam dispostos a arriscar tanto para realizar a reforma. Encabeçados pelo Partido Comunista, alguns participantes do Congresso buscavam uma reforma mais branda, que não alterasse a estrutura constitucional brasileira, de modo que, fosse realizada a reforma, mas em comunhão com as partes governantes. Essa dissidência gerou rusgas e controvérsias durante o Congresso, de modo que Julião via nesse processo um meio de alavancar seu poder, enquanto o Partido Comunista, representado pela ULTAB, encarava as discussões no Congresso como um meio de se alcançar relativa igualdade, sem pensar em ações tão radicais. No entanto, é importante ressaltar que o lema bradado pelas ligas camponesas ("na lei ou na marra") não atribuía aos mesmos um caráter extremamente revolucionário. Esses não buscavam tomar coercitivamente as terras, mas fazer, primeiramente, por meio da legalidade, a reforma agrária, através da simples alteração constitucional. A expressão teve sua origem nas resistências e enfrentamentos das ligas camponesas frente aos ruralistas tementes a uma revolução nos moldes comunistas, de modo que, os latifundiários eram partidários de uma mudança menos agressiva e transformadora para o campo. Essa frase foi importante para unir os setores populares ali presentes em torno de uma ideia clara e efetiva, mas não necessariamente coercitiva e ilegal. Por fim, as Ligas Camponesas tiveram apoio dos delegados, e suas ideias foram as preponderantes no Congresso, graças a uma dissidência entre a ULTAB e o Partido Comunista. Deste modo, a reforma "radical" ganhou força e uniu os participantes do Congresso, mesmo com conflitos claros, frente aos governantes, que, pressionados, tinham de fazer algo a respeito das exigências de melhoria na qualidade de vida e trabalho dos moradores rurais.

## A declaração de Belo Horizonte
Após o fim do congresso, seus participantes chegaram à conclusão de que a reforma agrária deveria ser feita “na lei ou na marra”. No entanto, a última condição não foi indício de total radicalização. Primeiramente, deveria realizar a reforma agrária através de uma condição legal, na tentativa institucional de promover as finalidades do congresso. No entanto, caso não fosse efetiva a reclamação legalista, medidas não constitucionais deveriam ser adotadas para se realizar a reforma. Visando primeiramente a legalidade, os participantes do congresso expediram um documento denominado “A declaração de Belo Horizonte”, que deveria congregar os objetivos traçados ao fim do evento. Suas proposições incluíam doze proposições fundamentais, nas quais se incluíam:
"I- Imediata modificação pelo Congresso Nacional do artigo 141 da Constituição Federal, em seu parágrafo 16, que estabelece a exigência de “indenização prévia, justa e em dinheiro” para os casos de desapropriação de terra por interesse social. Esse dispositivo deverá ser eliminado e reformulado, determinando que as indenizações por interesse social sejam feitas mediante títulos do poder público, resgatáveis a prazo longo, e a juros baixos.
II- Urgente e completo levantamento cadastral de todas as propriedades de área superior a 500 hectares e de seu aproveitamento.
III- Desapropriação pelo governo federal, das terras não aproveitadas com área superior a 500 hectares, a partir das regiões mais populosas, das proximidades dos grandes centros urbanos, das principais vias de comunicação e reservas de água.
IV- Adoção de um plano para regulamentar a indenização em títulos federais da dívida pública, a longo prazo, e a juros baixos, das terras desapropriadas, avaliadas à base do preço da terra registrado para fins fiscais.
V- Levantamento cadastral completo, pelos governos federal, estadual e municipal, de todas as terras devolutas.
VI- Retombamento e atualização de todos os títulos de posse da terra. Anulação dos títulos ilegais ou precários de posse, cujas terras devem reverter à propriedade pública.
VII- O imposto territorial rural deverá ser progressivo, através de uma legislação tributária que estabeleça: 1) Forte aumento de sua incidência sobre a grande propriedade agrícola; 2) Isenção fiscal para a pequena propriedade agrícola.
VIII- Regulamentação da venda, concessão em usufruto ou arrendamento das terras desapropriadas aos latifundiários, levando em conta que em nenhum caso poderão ser feitas concessões cuja área seja superior a 500 hectares, nem inferior ao mínimo vital às necessidades da pequena economia camponesa.
IX- As terras devolutas, quer sejam de propriedade da União, dos Estados ou Municípios, devem ser concedidas gratuitamente, salvo exceções de interesse nacional, aos que nelas queiram efetivamente trabalhar.
X- Proibição da entrega de terras públicas àqueles que as possam utilizar para fins especulativos.
XI- Outorga de títulos de propriedade aos atuais posseiros que efetivamente trabalham a terra, bem como defesa intransigente de seus direitos contra a grilagem.
XII- Que seja planificada, facilitada e estimulada a formação de núcleos de economia camponesa através da produção cooperativa"
Através dessas medidas, realizadas por via governamental, os trabalhadores agrários conseguiriam efetivar seu projeto reformista, e através desse documento, tinham a representação legal desses termos.

## Repercussão
O Primeiro Congresso dos Lavradores e Trabalhadores Agrícolas foi um grande evento, que mobilizou todo o país em torno de um projeto necessário. O congresso fez com que a Reforma Agrária se tornasse uma pauta nacional, e afirmou isso através da “Declaração de Belo Horizonte” que foi encaminhada para o Congresso tendo como seu orador, Francisco Julião. Mesmo que essa ação não obtivesse o sucesso esperado, ela apontava os principais pontos para a reforma agrária, e deixava ali um marco para a organização rural brasileira. Após o Congresso, no curto período democrático que se seguiu, as reivindicações populares ganharam força, através da realização de comícios que apoiavam as reformas e contornos ideológicos cada vez mais fortes que essas pautas ganhavam. O Brasil se via num momento de ebulição, o governo passou a incentivar a organização sindical rural com a criação do CONSIR (Conselho Nacional para a Sindicalização Rural) e da SUPRA (Superintendência de Política Agrária) que impulsionaram a organização de sindicatos rurais e apoiava as reivindicações no campo. A partir da realização do congresso, o movimento dos trabalhadores rurais em Minas Gerais também cresceu de maneira muito acentuada. Diversos movimentos de resistência e de defesa dos trabalhadores agrários foram instituídos no estado, como por exemplo os casos de Três Marias em 1960, Piumhi, também no início da década de 1960 e Governador Valadares, no mesmo período. No entanto, essa efervescência sindical e rural no Brasil não gerou somente reivindicações populares de sucesso. O medo do comunismo era grande e os setores sociais elitistas viam nessas ações um grande pressuposto para a atuação da esquerda e para a tomada de poder dos mesmos. O mundo bipolar não aceitava em um país capitalista tamanha organização popular e sindical que buscasse instaurar reformas de base igualitárias. O golpe militar de 1964 foi o estopim, e oprimiu todos esses movimentos, de modo que, sindicatos foram fechados, e todos os vestígios das bases reformistas foram camuflados e destituídos de direitos. Porém, mesmo que sucedido por um futuro nebuloso e ditador, o Primeiro Congresso dos Lavradores e Trabalhadores Agrícolas foi um marco na organização rural do Brasil. Uniu os mais diversos campos da sociedade em torno de pautas progressistas e reformistas, que ajudaram a criar reivindicações atuais até a contemporaneidade, e levaram as organizações rurais ao ápice de sua relevância nacional, chamando atenção para a vida e a luta de todos esses trabalhadores.